# Lansån (ort)
Lansån är en ort i Överkalix kommun, Norrbottens län. Orten ligger mellan E10:an och Orasjärvi, cirka 28 kilometer norr om Överkalix.
På holmarna Furuholmen och Kentholmen har kok- och fångstgropar från stenåldern upphittats. Dessa har använts för att ta reda på sälar, vilka fångades i trakten. Orten har en bya- och intresseförening och en byastuga, uppförd 1998. I augusti 2016 fanns det enligt Ratsit 24 personer över 16 år registrerade med Lansån som adress. Fiskevatten finns kring Lansån. Under 2017 lade Skanova ner det kopparbaserade telenätet på orten.